# Okręg wyborczy Rankin
Okręg wyborczy Rankin (ang. Division of Rankin) – jednomandatowy okręg wyborczy do Izby Reprezentantów Australii, położony w stanie Queensland.
Pierwsze wybory odbyły się w nim w 1984 roku, a jego patronką jest polityk i dyplomata Annabelle Rankin.
Od 2013 roku posłem z tego okręgu był Jim Chalmers z Australijskiej Partii Pracy.

## Lista posłów
Lista posłów z okręgu Rankin:
| okres urzędowania | poseł         | przynależność             |
| ----------------- | ------------- | ------------------------- |
| 1984–1998         | David Beddall | Australijska Partia Pracy |
| 1998–2013         | Craig Emerson | Australijska Partia Pracy |
| od 2013           | Jim Chalmers  | Australijska Partia Pracy |